# 清太宗元妃
清太宗元妃（1590年代—17世纪？），索和濟巴顏系钮祜禄氏，滿洲鑲黃旗人。额亦都之女，清太宗皇太极的福晋，後世文獻稱為清太宗元妃、元妃，视她为皇太极元配，並非當朝稱謂。

## 生平
根據《开国佐运功臣弘毅公家谱》的記載，她是阿靈阿巴顏之曾孫女，都靈額都督之孫女。父亲弘毅公额亦都是後金開國五大臣之一，生母为佟佳氏夫人。异母兄车尔格宜生于万历十七年（1589年)。她的出生年份当不早于此:157。
钮祜禄氏与皇太極成婚年份无从考证。當時，後金貴族奉行一夫多妻多妾制，諸妻皆可稱為福晉，她亦如是。萬曆三十九年 (1611年) ，钮祜禄氏生下皇太极第三子洛博会。萬曆四十年 (1612年)，钮祜禄氏去世。天命二年 (1617年) ，其子洛博会夭折，无谥号。
根据《满文老档》的记载，天命八年（1623年），努尔哈赤在八角殿召集其妹瞻河之姑和诸女時，提到车尔格依之妹、豪格之母回父家途中，乘着拖床經過努爾哈赤和嫡出小叔子阿济格之門。此事被努尔哈赤视为侮慢行为，皇太極因而“遗弃”她。而“诸贝勒勿辱新弟媳、子妇等；诸弟媳、子妇亦勿似昔致罪之福晋等，侮漫长者。”中国学界对“车尔格依之妹、豪格之母”身份有争议。豪格生母、皇太极继室——烏拉那拉氏的父亲乌拉贝勒博克铎和博克铎子硕色已在万历三十五年的烏碣岩之戰中，被努爾哈赤次子代善斬殺於陣中。而且，车尔格宜实為鈕祜祿氏之三兄。因此，被皇太極“遗弃”的福晉實為鈕祜祿氏，並非烏拉那拉氏。同时，当代研究者王冕森认为钮祜禄氏被视为豪格嫡母:158。
皇太极继位后，沒有追封她和继室乌拉纳喇氏為皇后。

## 註譯
1. ↑  中国学界对“车尔格依之妹、豪格之母”是一人，还是两人有过争议。当代研究者王冕森根据满文的前后用语，指出“车尔格依之妹、豪格之母”是同一个单数个体。他认为钮祜禄氏被视为豪格嫡母[4]:158。
2. 1 2  当代研究者王冕森指出“遗弃”满文为（穆麟德轉寫：waliyaha），意为“抛弃了”、“撇下了”，与努尔哈赤大福晋阿巴亥大归时所用的“满语：，穆麟德轉寫：hokome”一词并不相同。因此钮祜禄氏是否被皇太极正式休弃（离婚）、逐回娘家，尚不明确[4]:158。